# Phạm Ngọc Quảng
Phạm Ngọc Quảng là Trung tướng Công an nhân dân Việt Nam. Ông từng giữ chức vụ Phó Tổng cục trưởng Tổng cục Tình báo, Bộ Công an.

## Tiểu sử
Ông là trưởng nam của Trung tướng Trần Quyết (1922 -2010, tên thật là Phạm Văn Côn), nguyên là Viện trưởng Viện kiểm sát nhân dân tối caovà bà Điều Thị Hảo (1927-2017
Đầu năm 2000, ông hoạt động tình báo tại Hoa Kỳ, dưới danh nghĩa là người của phái bộ Việt Nam tại Liên Hợp Quốc.
Năm 2006, Đại tá Phạm Ngọc Quảng, Phó Tổng cục trưởng Tổng cục V, được Thủ tướng Chính phủ thăng cấp bậc hàm Thiếu tướng Công an nhân dân Việt Nam.
Tháng 1 năm 2012, Phạm Ngọc Quảng là Trung tướng Công an nhân dân Việt Nam, Phó Tổng cục trưởng Tổng cục Tình báo, Bộ Công an.

## Lịch sử thụ phong/thăng cấp bậc hàm
- Thiếu tướng Công an nhân dân Việt Nam (2006)[5]
- Trung tướng Công an nhân dân Việt Nam